# Esther Imbert
Esther Imbert (nebo také Ysambert, známá jako „krásná rochelaise“; 11. prosince 1570, Fontenay-le-Comte – kolem roku 1593) byla v letech 1586 až 1588 milenkou francouzského krále Jindřicha IV.

## Životopis
Tato mladá dívka z La Rochelle, dcera Jacquese Imberta de Boisambert a Catherine Rousseau, zahájila svůj romantický vztah s Jindřichem IV. v roce 1587. Hned následující rok však tento románek skončil. Esther mu porodila syna:
- Gideon se narodil dne 7. srpna 1587,[2] zemřel v listopadu 1588.

Agrippy d'Aubigné uvádí ve své brožuře Confessions catholiques du sieur de Sancy, že Esther Imbertová žila po tomto dobrodružství v bídě. V roce 1592 vstoupila do kláštera v Saint-Denis v domnění, že by mohla znovu podnítit královu lásku, jenže Jindřich o ni již nejevil zájem a odmítl jakékoli obnovení kontaktu, protože se v té době zamiloval do krásné Gabrielle d'Estrées.
Zemřela v chudobě a byla pohřbena v hromadném hrobě.
Později byl zhotoven tento epitaf:
Zde leží Esther z La Rochelle,
která riskovala svou pověst,
pro potěšení velkého krále našeho národa
on si užíval její tělesnou krásu
ona zůstala jeho věrnou konkubínou.

Dnes je díky dokumentům královské komory známo, že Esther Imbertové byla vyplácena roční penze 600 écu, k níž se připočítávaly další nepravidelné platby.